# Scelio flavibarbis
Scelio flavibarbis är en stekelart som först beskrevs av Marshall 1874.  Scelio flavibarbis ingår i släktet Scelio och familjen Scelionidae. Inga underarter finns listade i Catalogue of Life.